# BE Junior Circuit 2010/11
Der BE Junior Circuit 2010/11 (Abkürzung für Badminton Europe Junior Circuit 2010/11) war die zehnte Auflage des BE Junior Circuits im Badminton. 15 Turniere gehörten zur Wettkampfserie.

## Turniere
| Nr. | Turnier                      |
| --- | ---------------------------- |
| 1   | Bulgarian Juniors            |
| 2   | Slovak Juniors               |
| 3   | Ukraine Juniors              |
| 4   | Belgian Juniors              |
| 5   | Lausanne Youth International |
| 6   | Croatian Juniors             |
| 7   | Slovenian Juniors            |
| 8   | Czech Juniors                |
| 9   | Portuguese Juniors           |
| 10  | Polish Juniors               |
| 11  | Turkey Juniors               |
| 12  | Spanish Juniors              |
| 13  | Dutch Juniors                |
| 14  | Hungarian Juniors            |
| 15  | Italian Juniors              |